# Daan Sliepen
Daan Sliepen (Roermond, 22 januari 1981) is een Nederlands tafeltennisinternational. Hij won onder meer titels op Nederlandse kampioenschappen in het enkel, dubbel en gemengd dubbel en maakte 4 maal deel uit van de Nederlandse mannenploeg voor de Europese kampioenschappen. Verder heeft hij meerdere Nationale Bekers gewonnen en werd in 2010/11 Landskampioen voor clubteams.

## Erelijst
Nationaal: 
- 1992-1997: 6x Nederlands jeugdkampioen enkel
- 1991-1998: 7x Nederlands jeugdkampioen dubbel
- 2002,2003, 2010: Nederlands senioren kampioen mix-dubbel   (met Linda Creemers)
- 2000, 2001, 2010: Winnaar nationale beker clubteams
- 2010: Landskampioen clubteams

Internationaal:
- 1993: kwartfinale Europese jeugdkampioenschappen enkelspel cadetten (t/m 14 jaar)
- 1995: EJK: Halve finale teamwedstrijden cadetten, laatste zestien enkelspel cadetten
- 1996: Laatste 32 Europese jeugdkampioenschappen junioren (t/m 17 jaar)
- 1998, 2000, 2002, 2003, 2005: deelname EK senioren (4x hoofdtoernooi enkel bereikt)
- 2001: Winnaar dubbelspel Open Bulgaarse kampioenschappen senioren
- 2002-2003: Winst tegen nr 76 + nr 65 wereldranglijst